# Warren Jeffs
Warren Steed Jeffs (* 3. Dezember 1955 in San Francisco, Kalifornien) ist das US-amerikanische Oberhaupt der Fundamentalistischen Kirche Jesu Christi der Heiligen der Letzten Tage (FLDS). Der Kirchenführer bezeichnet sich selbst als Prophet und als „Verkünder von Gottes Willen“. 2005 wurden mehrere Anklagen gegen ihn erhoben; die Behörden werfen ihm Beihilfe zur Vergewaltigung, Verführung einer Minderjährigen und Arrangierung von Hochzeiten vor. Im Mai 2006 listete das FBI ihn unter den zehn meistgesuchten Verbrechern der USA. Am 29. August 2006 wurde er nahe Las Vegas bei einer Verkehrskontrolle gefasst und 2007 wegen Beihilfe zur Vergewaltigung schuldig gesprochen. Das Urteil wurde wegen Formfehlern im Oktober 2010 aufgehoben, Jeffs wurde nach Texas ausgeliefert, wo er im August 2011 in erster Instanz wegen sexuellen Missbrauchs an Minderjährigen zu lebenslanger Haft verurteilt wurde.

## Jeffs’ Rolle in der FLDS
Warren Jeffs’ Vater, der vormalige Prophet und Oberhaupt der Fundamentalistischen Kirche Jesu Christi der Heiligen der Letzten Tage (FLDS), Rulon Jeffs, ernannte kurz vor seinem Tod am 8. September 2002 seinen Sohn zu seinem Nachfolger.
Eine der ersten Äußerungen Warrens nach dem Tode seines Vaters gilt in der FLDS als besonders bedeutsam: „Ich möchte nicht viel sagen, aber ich möchte doch so viel sagen: Hände weg von den Witwen meines Vaters.“ Dann wandte er sich an die Witwen: „Ihr Frauen werdet so leben, als ob Vater noch lebt, nur im Nebenraum.“ Innerhalb einer Woche heiratete Warren Jeffs mit Ausnahme zweier alle der mehreren dutzend Ehefrauen seines Vaters. In der Folgezeit ehelichte er zahlreiche weitere Frauen.
Als Prophet und Oberhaupt der FLDS verfügt Warren Jeffs über einen erheblichen Einfluss auf die Mitglieder seiner Religionsgemeinschaft. In dieser darf er als Einziger Vermählungen vornehmen, und er ist befugt, für die Frauen die Ehemänner auszuwählen. Wenn ein gutes Einvernehmen zwischen einem FLDS-Mitglied und Jeffs besteht, kann dieser dem Mann auch erlauben, mehrere Frauen zu heiraten. Gleichfalls besitzt er das Recht, Männer dadurch zu bestrafen, dass er deren Frauen und Kinder anderen Männern zuordnet; ebenso gehört es zu Jeffs’ Rechten, die Häuser, die sich fast alle im Eigentum der FLDS befinden, anderen Personen zuzuweisen.
Bis zu einem Gerichtsentscheid in Utah beherrschte Jeffs lange Zeit das Gebiet von Colorado City, Arizona, und Hildale, Utah. Die Städte gehören zum United Effort Plan, UEP, einer Stiftung der FLDS, deren Vermögen auf mehr als 100 Millionen US-$ geschätzt wird. Nach dem Gerichtsbeschluss untersteht die Stiftung weitgehend der Kontrolle der Behörden Utahs.
Im Januar 2004 demonstrierte Jeffs seine immer noch bestehende Macht, als er zwanzig Männer, darunter den Bürgermeister John Lewake, aus Colorado City auswies. Ihre Frauen und Kinder wurden anderen Männern zugewiesen. Nach Jeffs’ Auffassung sollte ein Mann, um Eingang in den Himmel zu erlangen, mindestens drei Frauen haben. Er selbst soll nach Aussagen ehemaliger FLDS-Mitglieder über 70 Frauen haben.
Der letzte bekannt gewordene öffentliche Auftritt Jeffs’ fand am 1. Januar 2005 in der Nähe von Eldorado, Texas, statt. Er beabsichtigte dort einen neuen Tempel einzuweihen, der der künftige Hauptsitz der FLDS werden sollte.
Nach Aussage des Generalstaatsanwalts von Arizona, Terry Godard, hielt sich Jeffs im Juni 2006 wieder in Arizona auf. Dort habe er in einem Wohnwagen, der als Traukapelle genutzt wurde, Trauungen vollzogen. Ende August 2006 wurde er nahe Las Vegas bei einer Verkehrskontrolle verhaftet.

## Sexualdeliktvorwürfe und die Aufnahme in die FBI-Liste der meistgesuchten Verbrecher
Im Juni 2005 wurde Warren Jeffs angeklagt. Ihm wurden sexuelle Übergriffe auf Minderjährige, eine Verschwörung zur Überlassung Minderjähriger zum Zwecke des Sexualverkehrs und die Vermittlung einer Ehe zwischen einem 14-jährigen Mädchen und einem 28-jährigen, bereits verheirateten Mann vorgeworfen; die Taten soll er im Jahr 2002 begangen haben. Weil Jeffs sich den Anschuldigungen durch die Behörden im Mohave County, Arizona, nicht stellte, ließ ihn der Generalstaatsanwalt von Arizona seit Juli 2005 steckbrieflich suchen und setzte eine Belohnung von 10.000 US-$ für Hinweise, die zur Festnahme Jeffs’ führen würden, aus.
Ende 2005 listete ihn das FBI unter den meistgesuchten Personen auf; nun wurde eine Belohnung von 60.000 US-$ für die Ergreifung ausgesetzt. Kurz danach wurde er auch über die Fernsehsendung „America’s Most Wanted“ gesucht.
Am 28. Oktober 2005 geriet Warren Jeffs’ Bruder Seth Steed Jeffs im Pueblo County, Colorado, in eine Verkehrskontrolle. Die Polizei fand bei diesem Anlass rund 142.000 US-$ Bargeld, einen Wert von 7.000 US-$ auf Debitkarten sowie Tonaufnahmen seines Bruders. Daraufhin wurde Seth Steed Jeffs unter dem Verdacht der Beherbergung eines polizeilich Gesuchten verhaftet.
Während der Gerichtsverhandlung teilte FBI-Agent Andrew Stearns mit, Seth habe ihm gesagt, dass er den Aufenthaltsort seines älteren Bruders Warren nicht kenne und ihn selbst im Fall der Kenntnis nicht verraten werde. Seth wurde am 1. Mai 2006 wegen der Beherbergung eines polizeilich Gesuchten verurteilt.
Am 7. Mai 2006 setzte das FBI Warren Jeffs auf die Liste der zehn meistgesuchten Personen, wo er neben Serienmördern, Drogenhändlern und Osama bin Laden geführt wurde. Das Kopfgeld wurde auf 100.000 US-$ erhöht. Die Fahndungsplakate wiesen darauf hin, dass Jeffs Beziehungen nach Utah, Arizona, Texas, Colorado, South Dakota, in das kanadische British Columbia und das mexikanische Quintana Roo gehabt habe. Zudem warnten die Behörden, dass Warren Jeffs von einer Reihe treu ergebener, bewaffneter Leibwächter begleitet sein dürfte.
Am 27. Mai 2006 wurde die Klage durch Bruce Wisan, einen vom Gericht für die Überprüfung der FLDS-Treuhand bestellten Wirtschaftsprüfer, erweitert. Wisan beschuldigte Jeffs „der Treuhandvermögensschröpfung“ (fleecing trust assets). Gemeinsam mit der FLDS-Leitung wurden auch die ehemaligen Treuhandverwalter Truman Barlow, Leroy Jeffs, James Zitting und William Jessop in dieser Angelegenheit beschuldigt. Wisan sagte: „Wir sind überzeugt, dass sie Vermögenswerte entwendet haben. Ihre Taten haben der Treuhand geschadet.“

## Verhaftung und Prozess
Am 30. August 2006 berichtete die Los Angeles Times, dass der 50 Jahre alte Warren Jeffs bei einer Verkehrskontrolle nahe Las Vegas in Polizeigewahrsam genommen worden sei. Gegen ihn lagen Haftbefehle in den Staaten Arizona und Utah vor, wo er minderjährige Mädchen mit älteren Männern, die schon verheiratet waren, verkuppelt haben soll. Der Neffe eines der Männer wirft Jeffs in einer Klage vor, er habe ihn und andere Kinder sexuell missbraucht.
Am folgenden Tag stimmte Jeffs bei einer Anhörung vor einem Gericht in Nevada der Auslieferung nach Utah zu, wo er sich wegen der gemeinschaftlichen Vergewaltigung in zwei Fällen vom April 2006 verantworten sollte. Dafür drohte ihm eine Verurteilung zu einer zweimal fünfjährigen Haftstrafe.
Bis zu einer für den 23. April 2007 angesetzten Verhandlung saß Jeffs in der Haftanstalt von Washington County in Utah ein. In dem Prozess ging es um die beiden o. g. Taten sowie die Ehevermittlung zwischen einer 14-Jährigen und ihrem 19-jährigen Cousin im Jahr 2001.
Es wurde vermutet, dass Jeffs die FLDS aus dem Gefängnis heraus führt. Die Staatsanwaltschaft von Utah billigte die Zusammenarbeit mit der Polizei von Hildale nicht, da sie vermutete, etliche der Beamten seien eng mit Jeffs verbunden und würden nicht mit den Justizbehörden kooperieren.
Im September 2007 wurde er von den Geschworenen in Utah der Beihilfe zur Vergewaltigung für schuldig befunden und deshalb zu zweimal konsekutiv jeweils fünf Jahren bis lebenslang, insgesamt also zehn Jahren bis lebenslang, sowie einer Geldstrafe verurteilt. Das Urteil wurde jedoch 2010 wegen Formfehlern bezüglich der Anweisungen an die Jury aufgehoben.
Bevor die Staatsanwaltschaft entscheiden konnte, ob sie ein neues Verfahren einleiten wollte, wurde Jeffs aufgrund eines Haftbefehls aus Texas an diesen Bundesstaat überstellt und in San Angelo wegen sexuellen Missbrauchs einer 15- und einer 12-Jährigen angeklagt. Die beiden Mädchen hatte er vorher in einer spirituellen Zeremonie geheiratet. Die sexuellen Handlungen der nach texanischem Schutzalter nicht einwilligungsfähigen Mädchen hatte er auf Tonbändern aufgenommen, die der Staatsanwaltschaft bei einer Hausdurchsuchung in die Hände fielen. Im August 2011 wurde er zu einer lebenslangen Freiheitsstrafe, 20 zusätzlichen Jahren Gefängnis und einer Geldbuße verurteilt. Ein weiteres Strafverfahren wegen Bigamie soll folgen; Ermittler aus Kanada prüfen weitere Anklagen, weil unter seinen Frauen auch minderjährige Mitglieder der Kirche aus Kanada waren.
Parallel zu den Strafprozessen wurde eine Vielzahl an Zivilklagen eingereicht, in denen Opfer, deren Familienangehörige und auch Familienmitglieder Jeffs’ Schadensersatz von ihm fordern. Ein Mitglied der Kirche hat eine Zivilklage eingereicht, durch die festgestellt werden soll, dass er, nicht Jeffs, der rechtmäßige Präsident der FLDS sei.
Jeffs soll 2019 einen Nervenzusammenbruch gehabt haben, bevor er zu einer Anklage wegen sexuellen Missbrauchs aussagen sollte.
Seit 2022 behauptet Jeffs, neue Offenbarungen empfangen zu haben, zu denen eine Aufforderung zur Rückkehr an die Kinder ehemaliger Mitglieder sowie die Aufforderung gehören, innerhalb der nächsten fünf Jahre den Tod zu suchen, um in den Himmel zu kommen. Mehrere Kinder ehemaliger FLDS-Mitglieder wurden seitdem als vermisst gemeldet.

## Primärtexte

### Schriftliche Dokumente
- The Prophet Speaks. In: Intelligence Report. 28. April 2005 (englisch, Zitate von Warren Jeffs).
- Jordan Smith: Quotations of the Prophet Warren Jeffs. In: The Austin Chronicle. 29. Juli 2005 (englisch).

### Ton- und Bilddokumente
- Audio clips reveal FLDS leader’s racist teachings. In: El Dorado Success Newspaper. Archiviert vom Original am 12. Dezember 2006 (englisch).

## Film
- Outlaw Prophet: Warren Jeffs, USA 2014, Regie: David Range, Drehbuch: Steve Kornacki, englisch
- Warren Jeffs – Prophet des Bösen, USA 2018
- Sei lieb – bete und gehorche (engl. Keep Sweet: Pray and Obey), USA 2022

### Deutschsprachige Links
- Alexander Schwabe: Mormonen-Sekte: Die verlorenen Söhne der Polygamisten. In: Spiegel Online. 15. Juni 2005.

### Englischsprachige Links
- Diskussion um Jon Krakauers Mord im Auftrag Gottes: Under the Banner of Heaven: A Story of Violent Faith By Jon Krakauer. In: penguinrandomhouse.com. (englisch).
  - Church of Jesus Christ of Latter-day Saints: Church Response to Jon Krakauer’s Under the Banner of Heaven. In: churchofjesuschrist.org. 27. Juni 2003 (englisch).
  - Jon Krakauer: A Response from the Author. In: randomhouse.com. 3. Juli 2003, archiviert vom Original am 23. April 2004 (englisch).
- Deborah Frazier, Gwen Florio: Secrets behind the gate. In: Rocky Mountain News. 16. Juli 2005, archiviert vom Original am 12. März 2007 (englisch).
- Wade Goodwyn, Howard Berkes, Amy Walters: Warren Jeffs and the FLDS. In: National Public Radio. 3. Mai 2005 (englisch, über Rulon und Warren Jeffs, darin sind mehrere Bilder enthalten).
- Susy Buchanan: Fundamentalist Church of Jesus Christ of Latter-Day Saints Relocates to Eldorado, Texas Ranch. In: Intelligence Report. 28. April 2005 (englisch).
- Fundamentalist Church of Jesus Christ of Latter Day Saints (FLDS). In: Apologetics Index. 12. November 2017 (englisch).
- Sex claims hit US polygamy sect. In: BBC News. 14. Juni 2005 (englisch).
- Utah Attorney General: Warren Jeffs Indicted: Shurtleff Applauds Mohave County’s Investigation. In: attorneygeneral.utah.gov. 10. Juni 2005, archiviert vom Original am 5. Februar 2008 (englisch).
- John Hollenhorst: Tapes Reveal Some of Polygamist Leader’s Teachings. In: KSL-TV. 5. April 2005, archiviert vom Original am 7. Mai 2006 (englisch).
- Pamela Manson: Leader of FLDS named in abuse suit. In: The Salt Lake Tribune. 30. Juli 2004, archiviert vom Original am 24. August 2004 (englisch).
- John Dougherty: The Man Behind the Curtain. In: Phoenix New Times. 29. Januar 2004, archiviert vom Original am 21. März 2005 (englisch).
- Nancy Perkins, Ben Winslow: Fugitive polygamist leader Warren Jeffs arrested near Las Vegas. In: Desert Morning News. 29. August 2006 (englisch).
- Polygamist leader ordered to stand trial. In: CNN. 15. Dezember 2006, archiviert vom Original am 14. Dezember 2006 (englisch).
- Racist Cult Leader Warren Jeffs Convicted of Raping Child Brides. In: splcenter.org. 5. August 2011 (englisch).
- Ryan Lenz: Imprisoned Cult Leader Warren Jeffs Predicts End Times. In: splcenter.org. 9. Dezember 2011 (englisch).